# Marais-Vernier
Marais-Vernier település Franciaországban, Eure megyében. Lakosainak száma 473 fő (2022. január 1.). Marais-Vernier Bouquelon, Quillebeuf-sur-Seine, La Cerlangue és Tancarville községekkel határos.

## Népesség
A település népességének változása:
| Lakosok száma | 495  | 464  | 480  | 492  | 502  | 506  | 508  | 487  | 475  | 473  |
|               | 1968 | 1982 | 1990 | 2006 | 2013 | 2015 | 2017 | 2019 | 2020 | 2022 |